# Вести о России
«Вести о России» — анонимная повесть в стихах, посланная в 1849 году от имени крепостного крестьянина Ярославской губернии Петра О. российскому императору Николаю I. Написана, судя по содержанию, между 1826 и 1848 годами.

## История
В августе 1849 года на Петербургский почтамт был сдан пакет на имя принца П. Г. Ольденбургского без указания отправителя. Люди принца отказались принять эту посылку в дешёвой бумаге с малограмотным адресом, и она пролежала до марта 1850 года, когда её, перед планировавшимся уничтожением, вскрыли.

Внутри оказалась тетрадь стихов, через принца адресованная самому императору Николаю I, причём с предуведомлением: 
Книга, именуемая Вести о России, взятые из мирской жизни, с дел и слов народа, с преложением в стихи Петром О… Ныне усердно бы я желал стихи мои посвятить государю императору Николаю на следующих условиях: 1) прочитать всё, что в рукописи означено, 2) после читания не обвинить писателя. Без согласия на вышеописанные условия государю Николаю I и его высокой царской фамилии рукописи не читать, но предать её огню. Писатель рукописи — полуграмотный крепостной, господский по телу крестьянин, но по душе христианин Петр.
Рукопись была отправлена в Третье отделение, где её прочли и отдали приказ найти автора. Но отыскать его не удалось. Повесть была открыта в делах Третьего отделения, находившихся в Центральном Государственном историческом архиве СССР и подготовлена к изданию (1961 год) архивным работником Т. Г. Снытко.
Содержание повести, связь принца П. Г. Ольденбургского с Ярославской губернией (его отец был Ярославским, Тверским и Новгородским генерал-губернатором, сам он родился в Ярославле) и лингвистический анализ текста указывают на ярославское происхождение автора «Вестей о России». Т. Г. Снытко предполагал, что это мог быть С. Д. Пурлевский, написавший «Воспоминания крепостного», но А. В. и Н. А. Астафьевы показали, что это весьма сомнительно.

## Содержание
Повесть состоит из вступления и трёх частей и имеет структуру рассказов в рассказе.
Во вступлении «О жизни писателя П.» сказано, что автор вырос в деревне в крепостной семье «среди трудов… нужд и бед». К 15 годам он с трудом обучился грамоте и отпросился жить в город.
Первая часть рассказывает о том, как через 7 лет, весной, герой отправился побывать в родную деревню. Подробно описывается путь из столицы. Петра очаровала природа родного края, но тут же он видит и «нищету ветхих селений», в которых «бедные рабы полубессмысленны живут, и суеверны, и грубы, как будто гибели всё ждут». В разговоре с попутчиком — старым крестьянином и ямщиком выясняется, что причина бедности, невежества, плутовства, гибели талантов крестьян не лень, а «рабства судьбина злая». Приехав в деревню, герой хочет жениться, но родители невесты ему отказывают, так как их дочь мещанка, а после свадьбы на крепостном она потеряла бы свободу. Отец Петра и другие действующие лица рассказывают о народных бедствиях, главный герой их историй — помещик с говорящей фамилией Бездушин.
Основной персонаж второй части — сваха Соломонида. Родилась она в семье крепостных помещика Дармовзяткина, по приказу которого дом её родителей продали с торгов, а их самих взяли в «сельцо на службу». Чтобы сберечь Соломониду от хозяев, её отдали на воспитание чужим людям, которые, чтобы она не убежала, держали её на цепи. С горя и тоски от разлуки отец и мать умерли. Соломонида была замужем, но муж вскоре умер, отправившись торговать на чужбину. Однако после всех несчастий героиня сохранила ясность и трезвость взгляда, любовь к жизни.
Третья часть, названная «Речь последняя и сильно выраженная простодушным писателем, как то о себе, так и о положении народной жизни», представляет собой лирический монолог, в котором выражены взгляды писателя на крепостное право. Автор отмечает его неестественность, безнравственность и политическую невыгодность. Он пишет, что пошёл бы лично к царю, чтобы рассказать правду и требовать «мудрого закона» о равноправии, но боится, что закончится это его ссылкой или судом «неправильной нашей власти», поэтому посылает вместо себя свою повесть. Писатель предупреждает, что если народу не отдадут свободу, то вскоре наступит «чёрный год» народного гнева. Он верит, что освобождённый народ создаст справедливое богатое общество, люди будут жить в достатке и развивать свои таланты.

## Художественные особенности
Будучи, по собственному признанию полуграмотным, автор, естественно, делает много орфографических ошибок, обильно использует диалектизмы и литературные речевые штампы, допускает нарушение ритма и системы рифм.
А. В. и Н. А. Астафьевы отмечают, что он, «несомненно, талантливый художник» с образным языком, интересными метафорами, тонкой передачей природы; повесть проникнута глубоким поэтическим чувством сложной гаммы.

## Издания
- Вести о России. Повесть в стихах крепостного крестьянина. 1830—1840 / под ред. М. В. Нечкиной, подготовка к печати, вступительная статья и комментарии Т. Г. Снытко. — Ярославль: Ярославское книжное издательство, 1961. — 156 с.